# Muscoli ischiocrurali

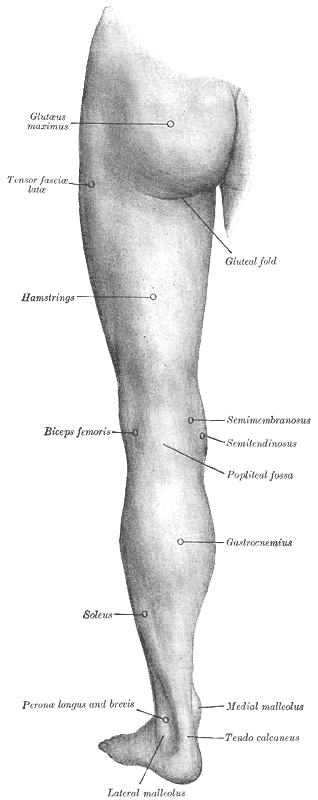
I muscoli ischiocrurali nellAnatomia del Gray, 1858

I muscoli ischiocrurali  si trovano nella parte posteriore della coscia degli esseri umani.

## Anatomia
I muscoli ischiocrurali sono:
- bicipite femorale, nella parte laterale;
- semitendinoso, nella parte mediale;
- semimembranoso, nella parte mediale.

Essi hanno in comune l'origine (tuberosità ischiatica), l'innervazione (nervo ischiatico o sciatico) e la funzione.
Il capo breve del bicipite femorale non è considerato parte degli ischiocrurali, essendo un fascio mono-articolare che non origina dalla tuberosità ischiatica.

## Funzioni
L'azione comune dei tre capi che compongono gli ischio-crurali è quella di flettere la gamba sulla coscia ed estendere la coscia sull'anca.
- Il capo lungo del bicipite femorale in aggiunta extraruota la gamba e la coscia.
- Il semimembranoso e semitendinoso in aggiunta intraruotano la gamba (a ginocchio flesso), mentre adducono e intraruotano la coscia.